# Lewistown, Illinois
Lewistown là một làng thuộc quận Bureau, tiểu bang Illinois, Hoa Kỳ. Năm 2010, dân số của làng này là 2384 người.

## Dân số
Dân số qua các năm:
- Năm 2000: 2522 người.
- Năm 2010: 2384 người.